# Estació d'Universitat Autònoma
Universitat Autònoma és una estació de ferrocarril de la línia suburbana S2 de la línia Barcelona-Vallès propietat de Ferrocarrils de la Generalitat de Catalunya (FGC) situada al campus de la Universitat Autònoma de Barcelona, a Cerdanyola del Vallès a la comarca del Vallès Occidental.
Aquesta estació s'ubica dins de la tarifa plana de l'àrea metropolitana de Barcelona, qualsevol trajecte entre dos dels municipis de l'àrea metropolitana de Barcelona valida com a zona 1. L'any 2016 va registrar l'entrada d'1.645.595 de passatgers.

## Història
L'estació es va inaugurar el 1984 a partir d'una nova branca ferroviària de la línia Barcelona-Vallès des de l'estació de Bellaterra per apropar el tren al campus universitari. La línia a Bellaterra va entrar en servei l'any 1922 corresponent al recorregut entre Sant Cugat Centre - Sabadell Estació, com a perllongament del Tren de Sarrià cap al Vallès per part de l'empresa Ferrocarrils de Catalunya (FGC).
El 1995 es connecta l'estació també pel nord a la línia del Vallès, passant a ser el nou traçat ferroviari entre Bellaterra i Sant Quirze i, per tant, deixant el tram original de 1922 fora de servei.

## Serveis ferroviaris
| Línia Barcelona-Vallès de FGC |            |       |                      |                              |
| Procedència/Destinació        | <          | Línia | >                    | Procedència/Destinació       |
| Barcelona - Pl. Catalunya     | Bellaterra |       | Sant Quirze          | Sabadell Parc del Nord       |
| TramVallès                    |            |       |                      |                              |
| Projectat                     |            |       |                      |                              |
| terminal                      | terminal   |       | Facultat de Ciències | Estació de Montcada-Ripollet |

## Edifici
Situat al campus universitari de Bellaterra. Té un accés a través d'una gran escala, l'edifici és essencialment un paral·lelepípede amb coberta a un vessant on s'allotgen els serveis propis de l'estació. La façana que dona a les andanes, recoberta de petites peces de ceràmica, presenta una superfície molt superior a la de la construcció, tant en altura com en llargada. Una gran marquesina metàl·lica sostinguda per tirants i amb contraforts posteriors és situada damunt les obertures de l'estació, i es relaciona estèticament amb quatre coberts de formigó.
L'edifici de l'estació va ser bastit l'any 1984 pels arquitectes Jaume Bach i Gabriel Mora.

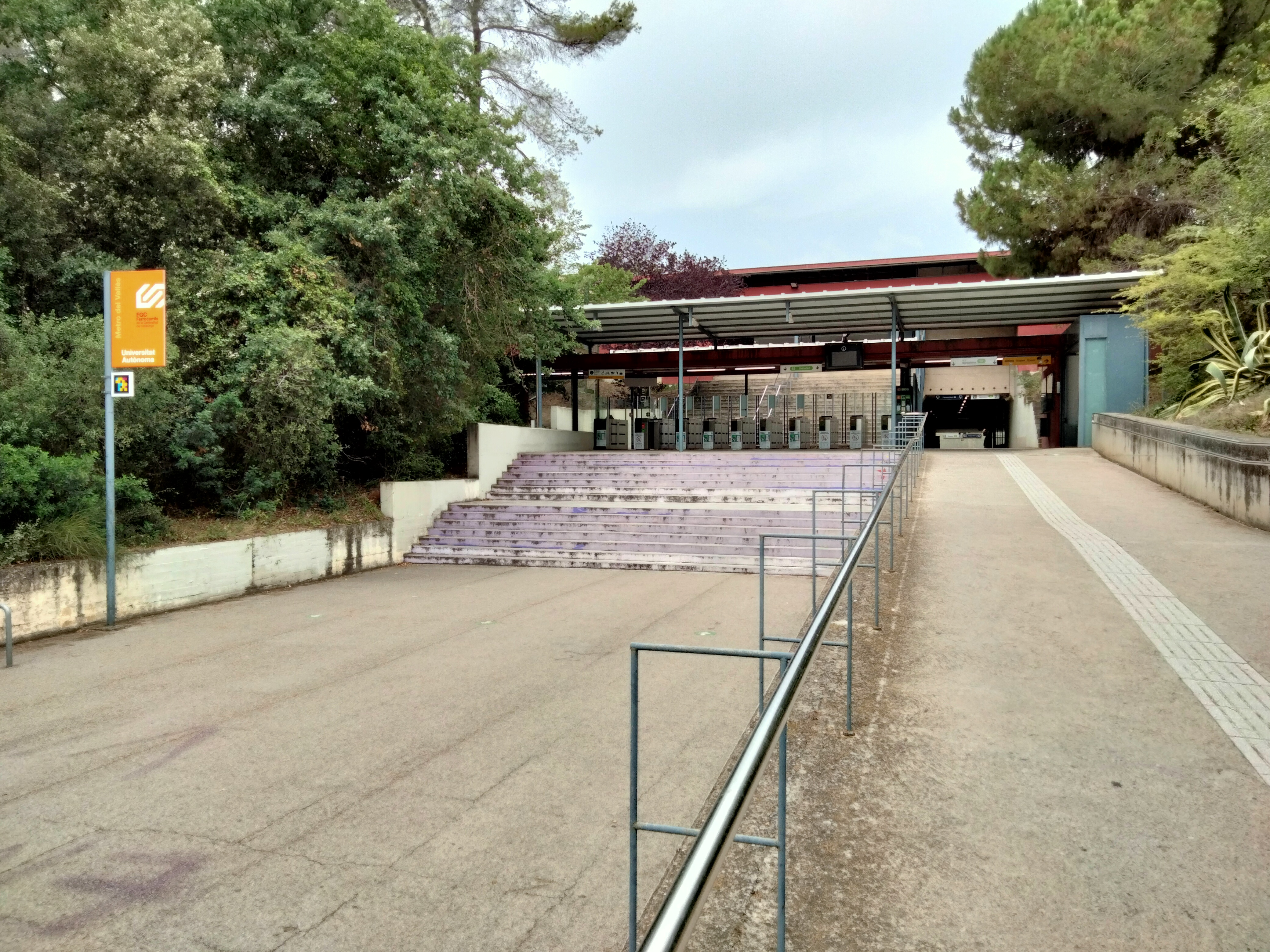
Accés a l'estació des de la Plaça Cívica
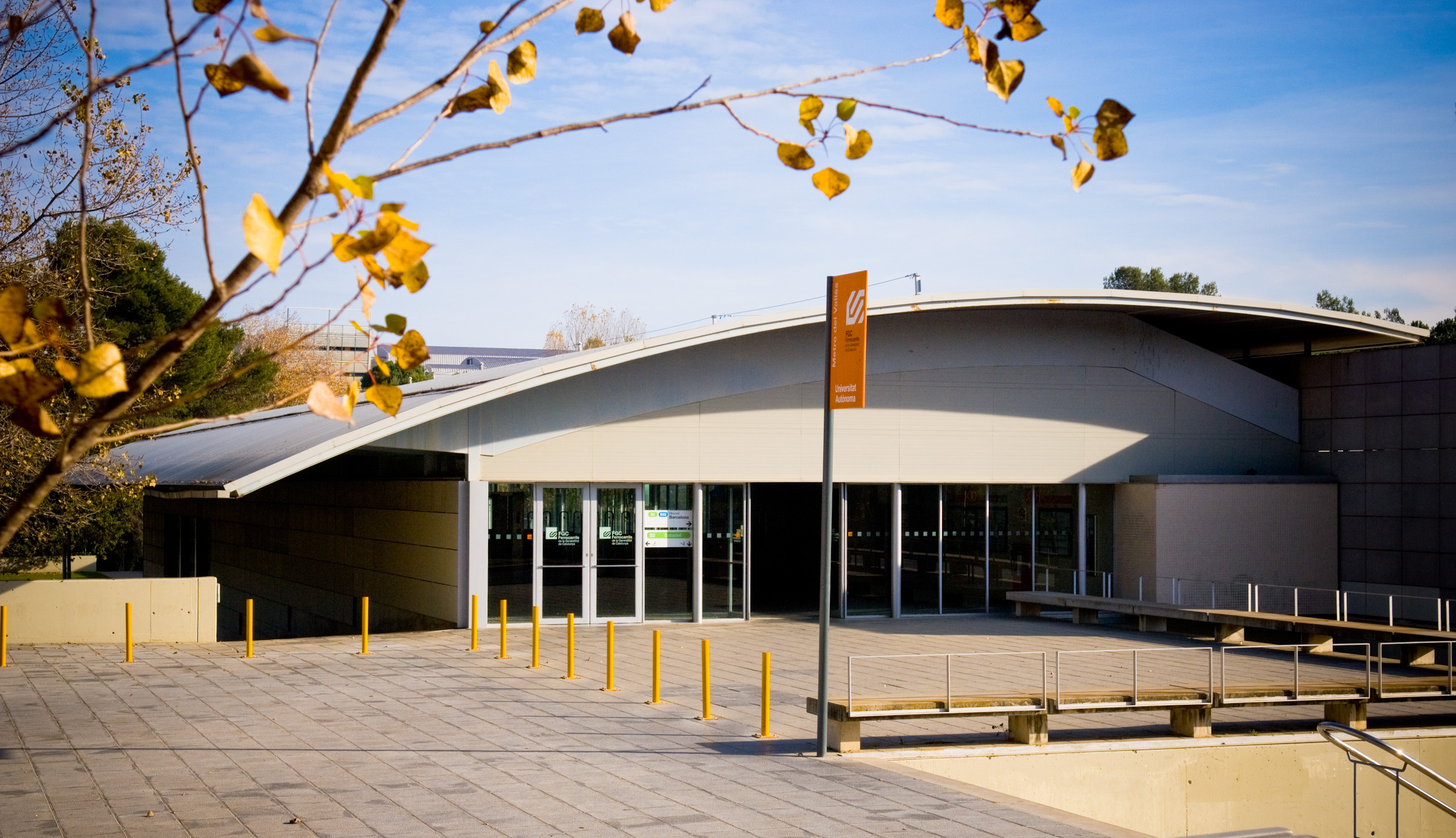
L'edifici de l'estació
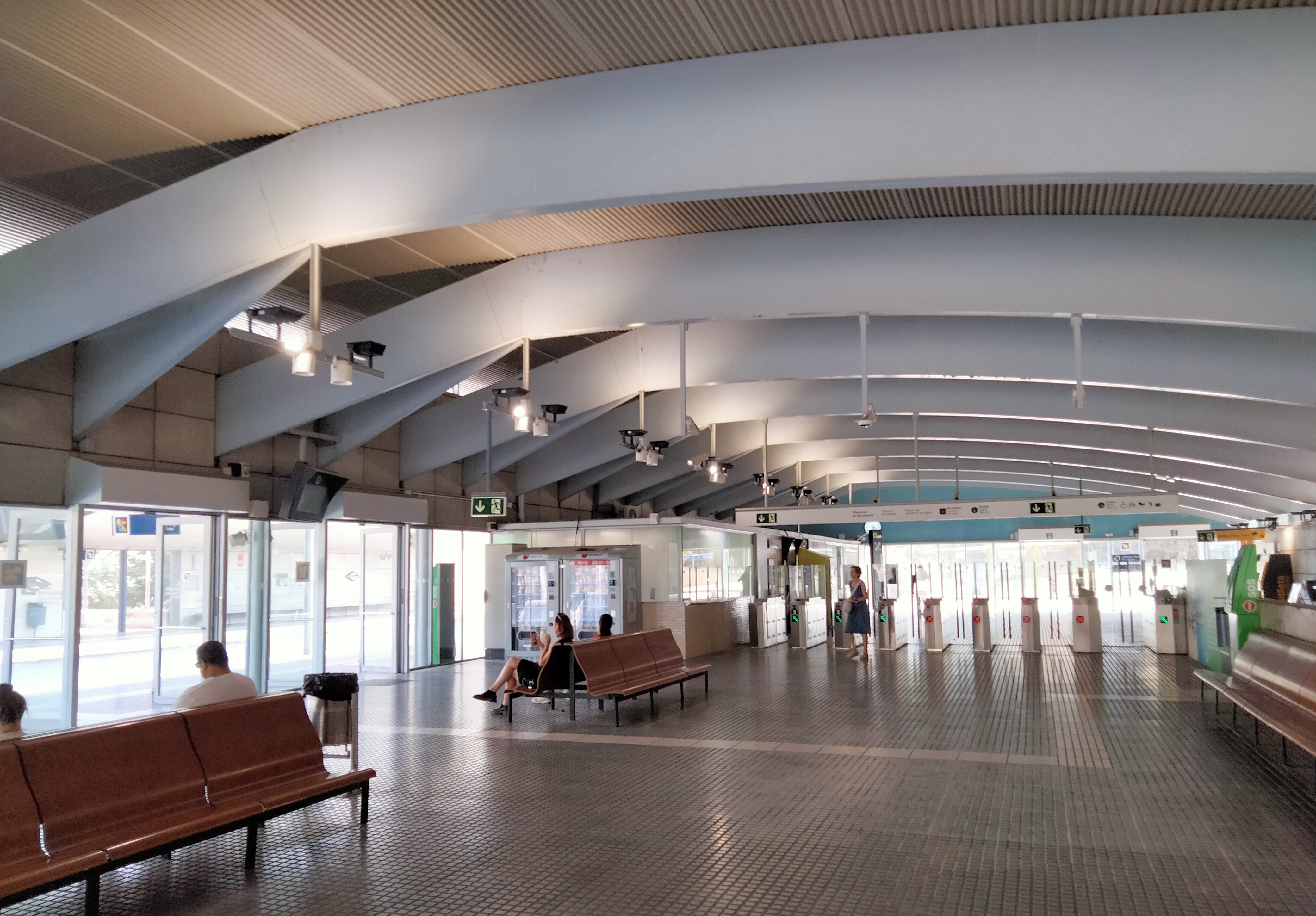
Vestíbul de l'estació
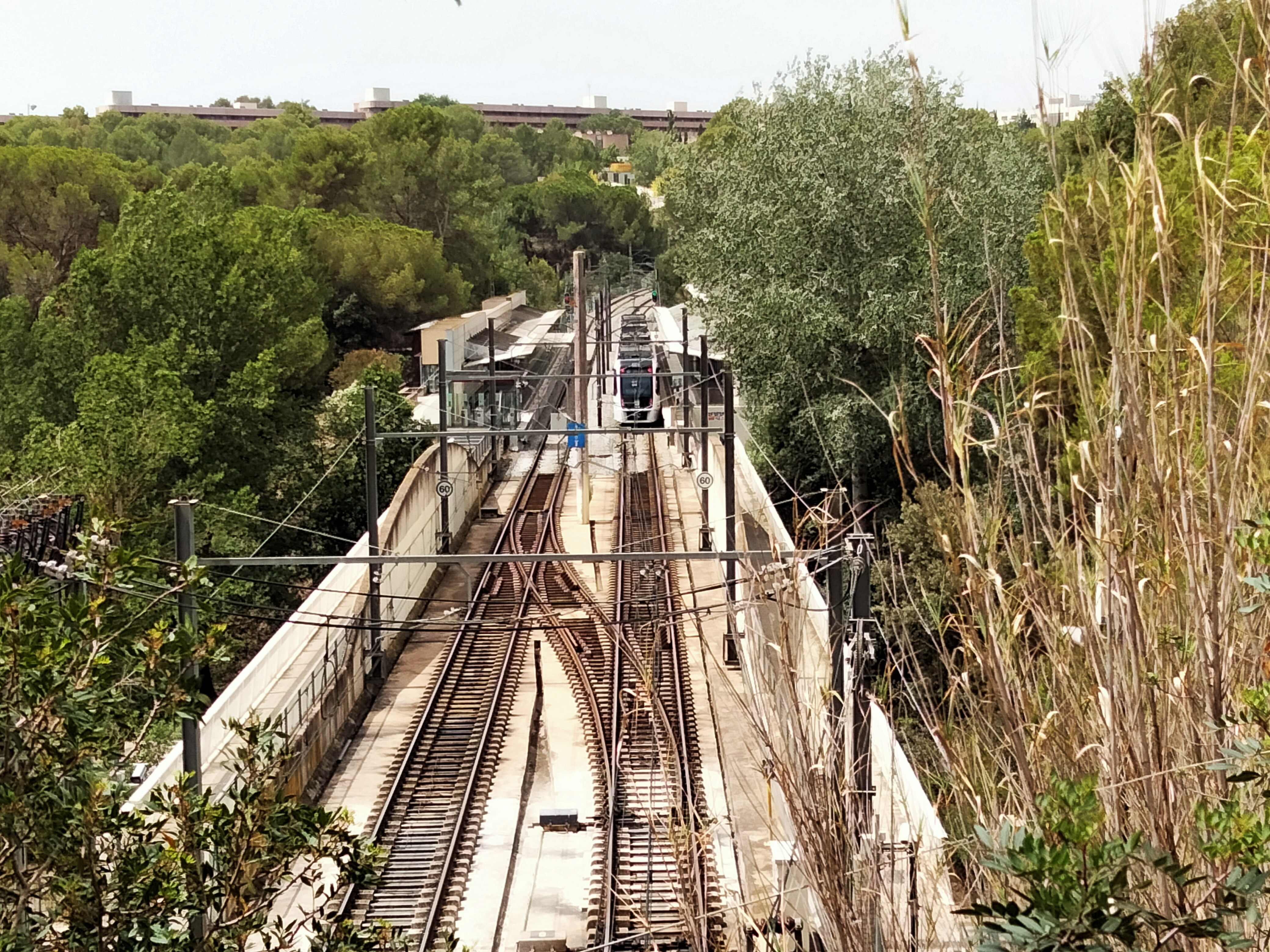
Unitat 115 en servei S2 direcció Barcelona